# Бащата на войника
Бащата на войника (на руски: Отец солдата) е съветски черно-бял игрален филм, произведен през 1964 г. от режисьора Резо Чхеидзе по сценарий на Сулико Жгенти в студиото „Грузия-фильм“.

## Сюжет
Лятото на 1942 г. Старият грузински селянин Георги Махарашвили научава, че синът му, механик-водач на танк, е ранен и е откаран в болницата. Георги отива да посети сина си. Докато пристига, синът му се съвзема и се връща на фронта. Георги решава да остане в действащата армия и иска да бъде зачислен в пехотна военна част. Заедно със своите другари по оръжие той си проправя път към Германия.
По време на битката за двата долни етажа на къщата Георги най-накрая намира сина си, но той умира в ръцете му, след като е ранен. В крайна сметка Георги и другарите му минават по моста, по който пръв минава синът му. На моста е написано с боя: „Първи тук минаха танковете на Героя на Съветския съюз старши лейтенант Махарашвили“.

## Актьорски състав
| Серго Закариадзе    | Георги Махарашвили                      |
| Владимир Привалцев  | старши сержант Никифоров                |
| Александър Назаров  | Аркадий Ершов                           |
| Александър Лебедев  | Николай Назаров                         |
| Владимир Колоколцев | Гриша                                   |
| Юра Дроздов         | Боря                                    |
| Иван Косих          | акордеонист                             |
| Виктор Косих        | Вася                                    |
| иктор Уралски       | моряк с увреждания                      |
| Кетеван Бочоришвили | Мария, съпруга на Георги                |
| Владимир Пицек      | болничен регистратор                    |
| Пьотър Любешкин     | масовка                                 |
| Т. Сапожникова      | момиче боец                             |
| Николай Бармин      | полковник                               |
| Феликс Степун       | хирург                                  |
| Инна Виходцева      | жена с деца на количка, майката на Вася |
| Ромуалд Вилдан      | музикант                                |
| Гиа Кобахидзе       | Годердзи Махарашвили, син на Георги     |
| Елена Максимова     | домакиня на къщата                      |
| Раднер Муратов      | лейтенант                               |
| Александра Денисова | учител (неописана в титрите)            |
| Армен Джигарханян   | глас зад кадър (оцветена версия)        |

## История на създаването
Авторът на сценария на филма, Сулико Жгенти, доброволно отива на фронта по време на Великата отечествена война, служи в десантни части, тежко ранен е и е награден с четири медала. Сулико говори за колега, който става прототип на главния герой – колхозник Бодбиша, който се бие с него в една и съща бойна единица. Въпреки годините старецът притежава забележителна сила. Съжалявайки младите войници, той взима от тях картечницата и я носи на раменете си няколко километра. Той е любимецът на всички в дивизията. За войниците старецът заменя бащата; случва се така, че той предпазва вчерашните момчета от куршуми. Авторът на сценария запазва истинското име на главния герой – Георги Махарашвили.
Авторът на сценария си спомня как през пролетта на 1942 г. войници, спящи в землянка близо до Новоросийск, са били събудени от звуците на грузинска мелодия: Георгий Махарашвили пее. Разрохквайки земята с щик, той посява жито. Войниците изненадано поглеждат колегата си. „Пролет идва, пролет...“ – пее старецът, без да забелязва никого.
Георги се грижи и за Сулико Жгенти. Получил вест, че синът му е в болница, бащата отишъл да посети Сулико, но не го намерил в лазарета. Тази истинска история е в основата на сценария на филма.

## Заснемане
Финалът на филма е заснет в района на Калининград. Естественият пейзаж е мостът на кралица Луиза в град Советск и прилежащият площад „Жуков“. Във филма се вижда следвоенна гледка на моста с дървени ферми. В този вид съществува до основната реконструкция през 1965 г. Руините на орденската (германска) църква в Тилзит също са включени в кадъра.
Бойната сцена, в която Георгий Махарашвили намира сина си, е заснета в три сгради в Калининград. Сцената започва с нощно нападение срещу сградата на бившата фондова борса, в момента Калининградски музей на изящните изкуства. Вътрешните бойни сцени са заснети в руините на сградата на правителството на Източна Прусия. Сградата не е оцеляла до днес, тя се намира на кръстовището на съвременните улици „Пролетарская“ и „Генерал Зомер“. Последната сцена със сина е заснета на балкона на източното крило на Кралския замък. На заден план виждаме крилото Unfried на замъка, както и кутията на сградата на „Райхсбанк“, на мястото на която днес се намира незавършената калининградска Къща на съветите.
Филмът завършва с преминаването на отряда на Махарашвили по улиците „Октябрская“ и „Дровяной мост“. В същото време в кадъра са включени както Катедралата, така и панорама на руините на замъка.

## Признание
В селото в Кахети, откъдето е Георги Махарашвили, е издигнат паметник на този герой. Освен това има Музей на славата, около който има надгробни плочи с имената на загиналите във войните жители на селото. Тези плочи показват, че около 40% от войниците, които не са се върнали от войната, са носили фамилното име Махарашвили.
На 9 май 2014 г. 50-годишнината на филма е отбелязана в Тбилиси в Държавния музей на театъра, музиката, киното и хореографията. Според традицията, развила се преди година, режисьорът на филма Резо Чхеидзе оставя отпечатък от ръка и автограф в „Нишата на безсмъртните“.

## Отзиви
Според Резо Чхеидзе най-добрият преглед на филма е писмото, което режисьорът получава от Севастопол. В него се разказва конкретен случай, когато млад мъж идва в полицията, за да признае, че е извършил кражба. Когато го питат защо е предприел тази стъпка, той отговаря: „Току-що гледах филма „Бащата на войника“ и реших, че ще живея честно на този свят“.

## Награди
- Награда за най-добър актьор за Серго Закариадзе на Международния филмов фестивал в Москва (1965)
- Наградата на Ленинския комсомол на Серго Закариадзе (1965)
- Ленинска награда на Серго Закариадзе (1966)
- Нарадата „Капитолийски Юпитер“ на Реваз Чхеидзе на Международния филмов фестивал „Капитолийски Юпитер“ в Рим (1966)
- Наградата на Ленинския комсомол на Грузинската ССР на Реваз Чхеидзе (1970)

## Фактите
- Откривайки лозе в Берлин, Махарашвили започва да пее „Шен хар венахи“ (Ти си лозата), грузински църковен химн на Богородица.
- В сцената с лозето вместо танк Т-34-85 се използва по-модерният Т-44, който не е участвал в бойни действия.
- В някои сцени се използва ИС-3, който също не е участвал във военни действия.[5]
- В епизода с атаката на съветските танкове статистите са въоръжени със следвоенни автомати АК.
- На 10 май 2013 г. възстановена и оцветена версия на филма е показана по Първи канал.[6]